# Équipe de Lettonie de rugby à XIII
L'équipe de Lettonie de rugby à XIII est l'équipe qui représente la Lettonie dans les compétitions internationales. Elle regroupe les meilleurs joueurs lettons (ou d'origine lettone) de rugby à XIII.

## Histoire et contexte
L'équipe nationale est créée en 2008, bien après l'indépendance de l'état balte en 1991 : elle n'est donc pas issue de la dislocation de la fédération soviétique de rugby à XIII, au contraire d'autres nations comme l'Ukraine, la Moldavie, la Russie....
Cette équipe nouvelle sur la scène internationale, au regard de la création du rugby à XIII en 1895, effectue alors ses débuts dans l'European Bowl, une sorte de tournoi des nations européennes  émergentes. Elle fait ses débuts en battant sa voisine l'Estonie, puis gagne le tournoi.
En 2009, elle arrive deuxième du tournoi, ne perdant que face à l'Ukraine. Trois années après, l'équipe peine à élever son niveau de jeu ; si elle parvient toujours à battre l'Estonie, en revanche, elle n'arrive toujours pas à venir à bout ni des russes ni des ukrainiens.
Au niveau du rugby à XIII international, on entend assez peu parler de l'équipe de Lettonie, jusqu'à l'annonce de son retour en 2015 pour disputer les éliminatoires de la Coupe du monde 2017.
En 2017, la Lettonie est pressentie pour disputer le championnat des nations émergentes, pour sa troisième édition en 2018, mais annule sa participation sans explications officielles, alors qu'elle faisait partie des équipes à la pointe de la revendication pour demander la renaissance du tournoi, non disputé depuis 2000.
Cependant, malgré sa «  faible visibilité » , en 2018, la fédération lettone possède le statut de « membre affilié » de la RLIF, un statut intermédiaire entre « observateur » et « membre à part entière ».

## 2015: échec aux portes des éliminatoires de la Coupe du monde 2017
L'équipe Lettone est véritablement au « pied du mur », dans le format choisi par les instances internationales pour les éliminatoires. En effet, avant de pouvoir rejoindre une poule de qualification, il faut qu'elle dispute un véritable match couperet face à l'Espagne, une nation qui dispose de joueurs expérimentés, car au contact des championnats anglais et français. Le 9 mai 2015, malgré l'avantage du terrain, le match ayant lieu à Riga, les baltes échouent sur le score de 12-32. Et ceux-ci peuvent avoir des regrets légitimes, car jusqu'à la 27e minute, ils font jeu égal face aux visiteurs ibériques, ont même l'ascendant physique, mais sont dépassés par des Espagnols bien plus techniques. Quelques joueurs lettons s'illustrent lors de la rencontre : Ozols (essai à la 56 ème minute), Gabrāns (essai à la 64e minute), et Garokalns (essai à la 79e minute).

## Personnalités et joueurs emblématiques
Une personnalité d'origine lettone fait parler d'elle en 2018 : il s'agit du joueur des St. George Illawarra Dragons, Euan Aitken, qui rend hommage à ses origines lettones dans son blog, notamment à sa grand mère qui était de cette nationalité.